# Генеральное консульство Российской Федерации в Дархане
Генера́льное ко́нсульство Росси́йской Федера́ции в Дарха́не (Монго́лия) — учреждение Министерства иностранных дел России в Монголии, осуществляющее консульские функции в городе Дархан и части северного региона страны (аймаки Дархан-Уул и Сэлэнгэ).
С декабря 2019 года генеральным консулом Российской Федерации в Дархане является Руслан Амирович Зайнутдинов, вице-консул — Дмитрий Николаевич Кузнецов.

## История консульства
Город Дархан был основан в 1961 году и строился при широком участии советских специалистов. В 1970 году было открыто консульство СССР в Дархане (которое впоследствии было преобразовано в генеральное консульство). Нота Министерства иностранных дел МНР посольству СССР в МНР о согласии Правительства Монгольской Народной Республики на открытие консульства датирована 13 августа 1970 года. Изначально консульский округ охватывал территорию Селенгинского, Булганского, Xубсугульского и Архангайского аймаков. Первым консулом СССР в Дархане стал профессиональный дипломат Иван Давыдычев.

## Генеральные консулы СССР и России в Дархане
| Срок        | Консул                         | Годы жизни            | Прим.         |
| ----------- | ------------------------------ | --------------------- | ------------- |
| 1970—1974   | Иван Фёдорович Давыдычев       | 30.03.1923—06.05.1995 | [ 6 ] [ 7 ]   |
| 1974—19??   | Михаил Дмитриевич Фролов       |                       |               |
| 19??—1982   | Григорий Моисеевич Бондарев    | 01.01.1920—11.07.2010 | [ 8 ]         |
| 1988—1991   | Виталий Николаевич Брага       | 23.10.1927—10.01.2024 | [ 9 ]         |
| 1993—1998   | Владимир Манцынович Басанов    | род. 26.11.1948       | [ 10 ] [ 11 ] |
| 1998—2001   | Борислав Борисович Мещанинов   | род. 30.05.1946       | [ 12 ] [ 13 ] |
| 2001—2003   | Алим Андреевич Кроливец        | род. 01.01.1942       | [ 14 ] [ 15 ] |
| 2003—2007   | Александр Валентинович Федулов | род. 16.07.1949       | [ 16 ]        |
| 2007—2011   | Аркадий Иванович Лавров        | род. 09.12.1947       | [ 17 ]        |
| 2011—2014   | Иван Сергеевич Мостыка         | род. 07.02.1949       | [ 18 ] [ 19 ] |
| 2014—2019   | Александр Цыденешиевич Доржиев | род. 1958             | [ 20 ] [ 21 ] |
| 2019— н. в. | Руслан Амирович Зайнутдинов    | род. 1963             | [ 3 ]         |